# Björn Strid
 (avril 2020).
Si vous disposez d'ouvrages ou d'articles de référence ou si vous connaissez des sites web de qualité traitant du thème abordé ici, merci de compléter l'article en donnant les références utiles à sa vérifiabilité et en les liant à la section « Notes et références ».
Björn Ove Ingemar Strid (alias "Speed") est un chanteur de death metal mélodique. Né le 10 septembre 1978 en Suède, il se plonge très tôt dans le metal dans des groupes heavy comme Judas Priest ou Iron Maiden. Il fonde le groupe Inferior Breed en 1995 que l'on connaitra ensuite sous le nom de Soilwork dès l'année suivante, il est actuellement le seul membre fondateur du groupe à être resté du début jusqu'à aujourd'hui.
Il se fait très vite remarquer par ses performances vocales et sa voix hors normes qui sait rallier le death et le melodic, et multiple les interviews (comme pour le magazine Metalhammer).
Il participe à de nombreux projets musicaux ce qui renforce sa notoriété et est sollicité par de nombreux autres groupes avec lesquels il travaille actuellement.
Il est marié à Giorgia Carteri.

## Soilwork

### Le groupe
Soilwork est le groupe qui révèle cet auteur et interprète. Fondé en 1995 sous le nom de Inferior Breed, le groupe enregistre une démo qui s'intitule In dream we fall into Eternal Lake avant de rencontrer Michael Amott (Arch Enemy) puis signe avec Listenable Records.
Le groupe subira de nombreuses modifications aussi bien de par ses membres que par le style.
Björn est actuellement l'un des seuls membres fondateurs du groupe qui aura vu passer pas moins de 15 musiciens depuis 1995. Le style de Soilwork évoluera quant à lui au fil des albums et s'imposera comme monument du death metal melodic fin 2002 avec leur album Figure number five sous le label de Nuclear Blast Records et continuera dans cette lancée avec Stabbing the drama en 2005.

### Membres
- Björn "speed" Strid (chant)
- Sven Karlsson (claviers)
- Peter Wichers (guitare)
- Sylvain Coudret (guitare)
- Ola Flink (basse)
- Dirk Verbeuren (batterie)

### Discographie du groupe
- 1997 : In Dreams We Fall Into The Eternal Lake (Démo)
- 1998 : Steelbath Suicide
- 2000 : The Chainheart Machine
- 2001 : A Predator's Portrait
- 2002 : Natural Born Chaos
- 2003 : Figure Number Five
- 2003 : Rejection Role (Single)
- 2003 : Light the Torch (Single)
- 2003 : The Early Chapters (EP)
- 2005 : Stabbing the Drama
- 2007 : Sworn To A Great Divide
- 2010 : The Panic Broadcast
- 2013 : The Living Infinite
- 2014 : Beyond The Infinite (EP)
- 2015 : The Ride Majestic
- 2016 : Death Resonance (compilation)
- 2019 : verkligheten

## Disarmonia Mundi

### Le groupe
Disarmonia Mundi est un groupe italien de death metal melodic fondé en 2000 par Ettore Rigotti. Ce groupe a la particularité de n'être composé que d'actuellement trois personnes (Ettore, Claudio Ravinale et Björn), tandis que Claudio et Björn ne font que le chant, Ettore s'occupe de toutes les parties instrumentales en plus du chant.
Le groupe prend contact avec Björn et celui-ci est très intéressé par la musique du groupe et vient donc enregistrer avec eux l'album Fragment of D-Generation en 2004 et MindTricks en 2006. 

Le duo italien préfère rester seul à cause du manque de confiance qu'ils accordent aux musiciens mais reste en collaboration avec le chanteur suédois.

### Membres
- Ettore Rigotti - Guitare, chant, claviers, batterie, basse
- Bjorn "Speed" Strid - Chant
- Claudio Ravinale - Chant, paroles

### Discographie
- Nebularium (2001)
- Fragments Of D-generation (2004) (en collaboration avec Björn Strid)
- MindTricks (2006) (en collaboration avec Björn Strid)

## Darkane

### Le groupe
Darkane est un groupe de thrash metal suédois formé fin des années 1990. Björn collabore a l'enregistrement de la première démo du groupe, Rusted Angels.

### Membres
- Jens Broman - Chant
- Christofer Malmström - Guitare
- Klas Ideberg - Guitare
- Jörgen Löfberg - Basse
- Peter Wildoer - Batterie

### Discographie
- Rusted Angel (1999) (en collaboration avec Björn Strid)
- Insanity (2001)
- Expanding Senses (2002)
- Layers of Lies (2005)
- Demonic Art (2008)

## Coldseed

### Le groupe
Coldseed est un groupe assez jeune qui s'est formé en 2004 et qui est mené par Björn Strid lui-même et Thomen Stauch. C'est un groupe de melodic Metal aux influences variées mais aux sonorités sophistiqués et modernes et dont les membres du groupe sont eux-mêmes de nationalités différentes (Allemande, Suédoise et Espagnole).

### Membres du groupe
- Voix : Björn "Speed" Strid
- Guitare : Gonzalo Alfageme Lopez
- Guitare : Thorsten Praest
- Basse : Oliver "Oli" Holzwarth
- Claviers : Micheal "Mi" Schuren
- Percussions : Thomen "The Omen" Stauch

Le groupe produit sous le label Nuclear Blast Records.

### Discographie
- 2006 : Completion makes the Tragedy

## Donna Cannone

### Le groupe
Donna Cannone est un groupe de hard rock suédois formé par deux ex-membres de thundermother dans lequel Björn Strid assure les parties de guitares.

### Membres du groupe
- Voix et basse : Luca D'Andria
- guitare : Björn "speed" Strid
- guitare : Giorgia Carteri
- percussions : Tilda Nilke Nordlund

### Discographie
- 2022 : Donna Cannone